# Aethes dentifera
Aethes dentifera es una especie de polilla del género Aethes, categorizada en la tribu Cochylini, de la subfamilia Tortricinae.

## Distribución
Se distribuye por Perú.

## Taxonomía
Fue descrita por Razowski en 1967 y publicada en (Aethes), Acta zool. cracov. 12: 186.